# 織女星 (馬)
織女星，是日本純種競賽馬匹。生涯活躍於一哩至中距離賽事，曾勝出2014年櫻花賞。

## 出賽前
2011年4月24日出生於北海道安平町北部牧場，成長途中於一口馬主俱樂部Carrot Farm Co. Ltd.進行馬主募集。
其後交由栗東訓練中心練馬師松田博資訓練。

## 競賽生涯

### 2歲
7月14日出戰中京競馬場2歲新馬，由川田將雅策騎。比賽開始後，其一直於後方位置等待時機，進入直路後成功爆發末腳衝出獲得首勝利。
8月25日出戰新潟兩歲錦標，比賽初段一直留後，進入直路的時候更處於隊伍後最後的位置，最終其於直路上爆發後600米32.5秒的恐怖末腳，一口氣由最後方穿過前方所有馬匹，更拉開第二名、來年皋月賞馬明媚島3馬位奪得首個分級賽冠軍。
12月8日出戰阪神兩歲牝馬錦標，比賽途中一直處於最後方，進入直路後開始加速，但最終仍未能超越夢幻舞台，以鼻位憾負。

### 3歲
2014年首戰爲鬱金香賞，以壓倒性的1.1倍獨贏賠率獲得第一人氣。比賽開始後，其繼續選擇留後戰術，最終成功加速衝刺下超越前方對手，以拋離第二名2 1/2馬位的姿態再次勝出分級賽。

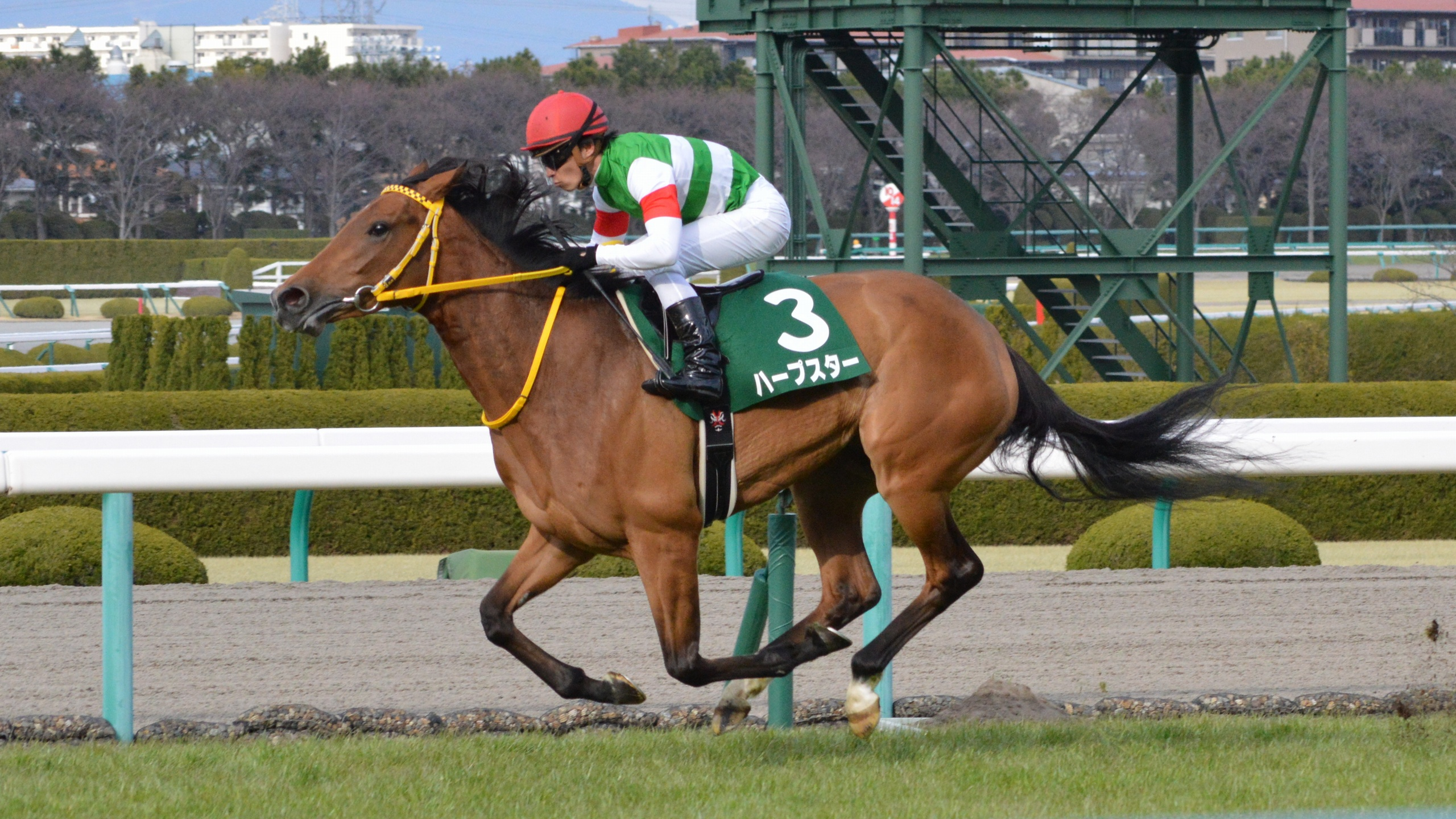
出戰鬱金香賞的織女星

4月13日出戰櫻花賞，繼續獲得第一人氣。比賽開始後，由於其處於第18檔最外檔，其並未急於爭搶位置，而是於隊伍最後放緩慢追走。進入直路後，前方的領放馬Fukuno Dream保持明顯領先優勢，而織女星則仍然處於最後方。但此時其再度展現其優秀的長距離加速能力及驚人的末腳，一舉由最後方大外檔的位置不斷加速衝刺至前方，最終於跑出最後600米32.9秒下成功以頸位壓過第二的夢幻舞台獲得首個一級賽冠軍。
5月25日出戰優駿牝馬（日本橡樹大賽），比賽初段一如既往地選擇留後戰術，雖然進入直路後再次爆發驚人的速度，但可惜仍然以頸位差距落後進入直路後經已處於前方的新紀錄奪得亞軍。
其後陣營宣佈秋季將安排其遠征法國，以凱旋門大賽爲目標。
8月24日出戰札幌紀念作爲熱身，首次和年長馬匹決戰。比賽開始後，前方由東京光環及標誌名駒帶出，以織女星則於尾二位置追走。比賽途中，其並未選擇如同以往一樣採取爆發末腳的戰術，而是於通過第三彎道後就開始發力加速，通過第四彎道時經已處於第四。進入直路後，其逐步加速衝刺並和黃金船對先頭位置展開爭奪，最終於其略勝一籌下成功透出，以3/4馬位壓過對手取勝。
其後按照計劃出戰凱旋門大賽，雖然於直路再度嘗試加速，但由於開始發力的時機過於遲緩，最終未能有效提速下以第六完賽。
回國後出戰日本盃，由於比賽途中和因右腳趾骨粉碎而中止比賽的皮革貿易有些微碰撞，節奏被破壞下未能於直路有效加速，最終以第五落敗。

### 4歲
2015年首戰爲京都紀念，然而於比賽途中再次無法發揮加速度而以第五落敗。順帶一提，由於此比賽中於直路的內閃行爲對觀葉植物構成妨礙，最終騎師川田被罰停賽4個賽馬日。
其後遠征阿聯酋，出戰杜拜司馬經典賽，但於最後直路終端因體力不支無法繼續加速，最終以尾二完賽。
其後因遠征造成的疲勞而避戰所有春季賽事進入放草，但於放草期間被診斷出患有韌帶炎，最終於陣營慎重考慮下決定安排其退役。

### 詳細賽績
| 日期       | 舉辦國家 | 馬場 | 距離   | 級別 | 賽事名稱       | 負重 | 騎師     | 馬號 | 出馬 | 名次 | 時間     | 頭馬（二馬）  |
| ---------- | -------- | ---- | ------ | ---- | -------------- | ---- | -------- | ---- | ---- | ---- | -------- | ------------- |
| 14/7/2013  | 日本     | 中京 | 草1400 |      | 2歲新馬        | 54   | 川田將雅 | 10   | 10   | 1    | 1:24.5   | （Ono Michi） |
| 25/8/2013  | 日本     | 新潟 | 草1600 | GIII | 新潟兩歲錦標   | 54   | 川田將雅 | 17   | 18   | 1    | 1:34.5   | （明媚島）    |
| 8/12/2013  | 日本     | 阪神 | 草1600 | GI   | 阪神兩歲錦標   | 54   | 川田將雅 | 10   | 18   | 2    | 1:33.9   | 夢幻舞台      |
| 8/3/2014   | 日本     | 阪神 | 草1600 | GIII | 鬱金香賞       | 54   | 川田將雅 | 3    | 13   | 1    | 1:34.3   | （新紀錄）    |
| 13/4/2014  | 日本     | 阪神 | 草1600 | GI   | 櫻花賞         | 55   | 川田將雅 | 18   | 18   | 1    | 1:33.3   | （夢幻舞台）  |
| 25/5/2014  | 日本     | 東京 | 草2400 | GI   | 優駿牝馬       | 55   | 川田將雅 | 10   | 18   | 2    | 2:25.8   | 新紀錄        |
| 24/8/2014  | 日本     | 札幌 | 草2000 | GII  | 札幌紀念       | 52   | 川田將雅 | 8    | 14   | 1    | 1:59.1   | （黃金船）    |
| 5/10/2014  | 法国     | 隆尚 | 草2400 | GI   | 凱旋門大賽     | 54.5 | 川田將雅 | 19   | 20   | 6    | 紀錄缺失 | 卓芙          |
| 30/11/2014 | 日本     | 東京 | 草2400 | GI   | 日本盃         | 53   | 川田將雅 | 6    | 18   | 5    | 2:24.0   | 神威啟示      |
| 15/2/2015  | 日本     | 京都 | 草2200 | GII  | 京都紀念       | 54   | 川田將雅 | 8    | 11   | 5    | 2:11.9   | 朗日清天      |
| 28/3/2015  | 阿聯酋   | 美丹 | 草2410 | GI   | 杜拜司馬經典賽 | 54.5 | 莫雅     | 9    | 9    | 8    | 紀錄缺失 | 多麗盈        |

## 退役後
退役後，織女星成爲了繁殖雌馬，於北海道安平町北部牧場休養，在2015年進行配種。首匹子嗣Astraea於2016年出生，可於2018年出賽。

### 詳細繁殖資料
| 數目   | 馬名         | 出生年 | 性別 | 父系     | 練馬師                                                       | 馬主               | 戰績                       |
| ------ | ------------ | ------ | ---- | -------- | ------------------------------------------------------------ | ------------------ | -------------------------- |
| 第一匹 | Astraea      | 2016   | 雌   | 夏威夷王 | 栗東・池添學                                                 | Carrot Farm Co Ltd | 4戰0冠0亞0季（退役・繁殖） |
|        | （受胎失敗） |        |      | 夏威夷王 |                                                              |                    |                            |
|        | （死胎）     |        |      | 滿樂時   |                                                              |                    |                            |
| 第二匹 | 燦爛琴星     | 2019   | 雄   | 龍王     | 美浦・木村哲也 →美浦・岩戶孝樹 →美浦・木村哲也 →美浦・森一誠 | Carrot Farm Co Ltd | 19戰2冠2亞3季（現役）      |
|        | （受胎失敗） |        |      | 神威啟示 |                                                              |                    |                            |
|        | （受胎失敗） |        |      | 龍王     |                                                              |                    |                            |
| 金之霸 | （受胎失敗） |        |      |          |                                                              |                    |                            |
| 滿樂時 | （受胎失敗） |        |      |          |                                                              |                    |                            |
| 第三匹 | Vulture Star | 2022   | 雄   | 農神節慶 | 栗東・池添學                                                 | Carrot Farm Co Ltd | 2戰0冠0亞0季（現役）       |
|        | （死胎）     |        |      | 澤芳     |                                                              |                    |                            |
|        | （受胎失敗） |        |      | 樂透心   |                                                              |                    |                            |

## 血統簡介
父系大震撼爲日本賽駒，爲日本賽馬史上第二匹無敗三冠馬，生涯出戰十四場賽事僅得兩場未能勝出，退役後配種成績亦極爲優秀。祖父週日寧靜是美國三冠賽雙軍馬，退役後在日本配種，在日本馬壇相當成功，贏得多項分級賽事，其子嗣贏得巨額獎金。
母系Historic Star爲日本馬匹，生涯未有出賽紀錄。外祖父飛霸爲愛爾蘭生產的意大利及英國賽駒，生涯戰績彪炳，曾勝出日本盃、伊斯巴翰錦標、日蝕大賽、英國國際錦標、女皇伊利沙伯二世錦標及香港盃等六項一級賽，退役後亦有優秀的配種成績。

### 血統表
| 父線：週日寧靜系（Halo系）             |                         |                   |                 |
| 種馬 大震撼 2002年（棗色）             | 週日寧靜 1986年（棕色） | Halo              | Hail to Reason  |
| 種馬 大震撼 2002年（棗色）             | 週日寧靜 1986年（棕色） | Halo              | Cosmah          |
| 種馬 大震撼 2002年（棗色）             | 週日寧靜 1986年（棕色） | Wishing Well      | Understanding   |
| 種馬 大震撼 2002年（棗色）             | 週日寧靜 1986年（棕色） | Wishing Well      | Mountain Flower |
| 種馬 大震撼 2002年（棗色）             | 風中秀髮 1991年（棗色） | Alzao             | 利法爾          |
| 種馬 大震撼 2002年（棗色）             | 風中秀髮 1991年（棗色） | Alzao             | Lady Rebecca    |
| 種馬 大震撼 2002年（棗色）             | 風中秀髮 1991年（棗色） | Burghclere        | Busted          |
| 種馬 大震撼 2002年（棗色）             | 風中秀髮 1991年（棗色） | Burghclere        | Highclere       |
| 繁殖雌馬 Historica Star 2005年（棗色） | 飛霸 1998年（棗色）     | 神話王            | 北地舞人        |
| 繁殖雌馬 Historica Star 2005年（棗色） | 飛霸 1998年（棗色）     | 神話王            | Fairy Bridge    |
| 繁殖雌馬 Historica Star 2005年（棗色） | 飛霸 1998年（棗色）     | Gift of the Night | Slewpy          |
| 繁殖雌馬 Historica Star 2005年（棗色） | 飛霸 1998年（棗色）     | Gift of the Night | Little Nana     |
| 繁殖雌馬 Historica Star 2005年（棗色） | Vega 1990年（棗色）     | 東來兵            | Kampala         |
| 繁殖雌馬 Historica Star 2005年（棗色） | Vega 1990年（棗色）     | 東來兵            | Severn Bridge   |
| 繁殖雌馬 Historica Star 2005年（棗色） | Vega 1990年（棗色）     | Antique Value     | 北地舞人        |
| 繁殖雌馬 Historica Star 2005年（棗色） | Vega 1990年（棗色）     | Antique Value     | Moonscape       |
| 雌系：號族：9-f                        |                         |                   |                 |
| 五代內近親交配：北地舞人 5×4×4         |                         |                   |                 |

## 命名由來
名字Harp Star（ハープスター）於英语中，可指代織女星，聯想自外祖母Vega的名字及繼承自母系Historic Star的名字。

## 外部連結
- 織女星 netkeiba.com （页面存档备份，存于）
- 血統表 （页面存档备份，存于）